# Achmer Sand
Der Achmer Sand ist ein Naturschutzgebiet in der niedersächsischen Stadt Bramsche im Landkreis Osnabrück.

## Allgemeines
Das Naturschutzgebiet mit dem Kennzeichen NSG WE 322 ist circa 351 Hektar groß. Es umfasst das rund 278 Hektar große, gleichnamige FFH-Gebiet. Im Südwesten grenzt es an das Naturschutzgebiet „Haler Feld-Vogelpohl“ in Nordrhein-Westfalen, im Osten an das Landschaftsschutzgebiet „Naturpark Nördlicher Teutoburger Wald-Wiehengebirge“. Das Gebiet steht seit dem 1. Mai 2021 unter Naturschutz. Zuständige untere Naturschutzbehörde ist der Landkreis Osnabrück.

## Beschreibung
Das Naturschutzgebiet liegt südwestlich von Bramsche in der Plantlünner Sandebene. Es umfasst einen Teil der Wersener Heide. Auf dem Gelände wurde in den 1930er-Jahren ein Militärflugplatz eingerichtet. Nach dem Ende des Zweiten Weltkrieges wurde das Areal Bestandteil eines bis 2012 von der britischen Armee genutzten Standortübungsplatzes.
Das Naturschutzgebiet wird auf überwiegend trockenen Standorten von Gras- und Heideflächen mit offenen Sandstellen und verbuschten bzw. bewaldeten Flächen auf Binnendünen geprägt. In Senken und Sprengtrichtern sind teilweise feuchte und vermoorte Biotope ausgebildet. Die Grasflächen sind als Magerrasen, die Heideflächen als Sandheiden ausgebildet. Auf den Grasflächen siedeln unter anderem Silbergras, Straußgras, Blaues Pfeifengras, Sandsegge und Blutwurz. Die Heideflächen werden von Besenheide mit eingestreutem Englischen Ginster dominiert. An feuchten Standorten siedelt auch Glockenheide. Bewaldete Flächen werden von Buchen- und Eichenwäldern eingenommen. Hier stocken Rotbuche und Stieleiche. In den Eichenwäldern gesellen sich Hängebirke, Zitterpappel und Eberesche sowie Stechpalme dazu. In der Krautschicht siedeln unter anderem Pillensegge und Drahtschmiele bzw. Heidelbeere. Die Wälder verfügen über einen hohen Alt- und Totholzanteil. Das Naturschutzgebiet beherbergt auch Vorkommen von Orchideen, darunter Geflecktes Knabenkraut und Breitblättrige Stendelwurz.
Das Naturschutzgebiet ist Lebensraum unter anderem für die Vogelarten Heide- und Feldlerche, Wiesenpieper, Neuntöter und Wespenbussard, verschiedene Amphibien wie Kammmolch, Laubfrosch und Kreuzkröte sowie zahlreiche Insekten, darunter diverse Wildbienen und Grabwespen, die Tagfalter Kleiner Sonnenröschenbläuling und  Ockerbindiger Samtfalter, Libellen sowie Kleiner Heidegrashüpfer und Heidelaufkäfer.
Im Norden des Naturschutzgebietes befindet sich der von einem Segelflugverein genutzte Flugplatz Achmer. Nördlich des Flugplatzes verläuft die Landesstraße 77, die das Naturschutzgebiet begrenzt bzw. kleinflächig durch das Gebiet verläuft. Im Südosten verläuft die Bahnstrecke Oldenburg–Osnabrück durch das Gebiet.